# 와룡초등학교
와룡초등학교는 대한민국 경상북도 안동시 와룡면 가구리에 있는 공립 초등학교다.

## 학교 연혁
- 1933년 9월 15일 와룡공립보통학교 개교(설립인가 8월 31일)
- 1938년 4월 1일 와룡공립심상소학교로 교명 변경
- 1941년 4월 1일 와룡공립국민학교로 교명 변경
- 1946년 10월 12일 감애분교장 설립
- 1947년 5월 15일 이상분교장 설립
- 1947년 9월 1일 감애분교장, 오룡국민학교 승격 인가
- 1948년 8월 20일 이상분교장, 이계국민학교 승격 인가
- 1949년 12월 20일 가구분교장 설립
- 1951년 6월 25일 가구분교장 폐교
- 1954년 5월 11일 산야분교장 설립
- 1981년 3월 1일 병설유치원 개원
- 1985년 3월 1일 대동분교장 편입
- 1992년 3월 1일 산야분교장 통폐합
- 1993년 9월 1일 나소분교장 편입
- 1995년 3월 1일 대동분교장, 나소분교장 본교로 통폐합
- 1996년 3월 1일 와룡초등학교로 교명 변경
- 1999년 3월 1일 오룡초등학교 통폐합
- 2002년 4월 25일 민속자료관 개관
- 2016년 2월 19일 제79회 졸업(졸업생 누계 6,337명)
- 2017년 2월 10일 제80회 졸업(졸업생 누계 6,347명)
- 2017년 3월 1일 제30대 이재교 교장 부임
- 2018년 9월 1일 유네스코학교 지정
- 2019년 9월 1일 제31대 장화선 교장 부임
- 2020년 2월 14일 제83회 졸업(졸업생 누계 6400명)

## 학교 상징
- 교화 - 장미 : 밝고 맑은 마음으로 세상을 아름답게 자라남.
- 교목 - 은행나무 : 건강하고 굳세게 푸른 꿈을 갖고 무럭무럭 자라남.

## 참고 자료
- 와룡초등학교 - 한국교육학술정보원 학교알리미